# Caesalpinioideae
Classification APG II (2003)
Sous-famille
Les Caesalpinioideae sont une des trois sous-familles de la famille des Fabaceae (ou Leguminosae). Cette sous-famille n'existait pas en classification classique (1981), qui élevait encore ce groupe au rang de la famille des Caesalpiniaceae.
Ces plantes sont des lianes, arbustes et arbres, la plupart dans les tropiques et sous-tropiques, mais les espèces des genres Cercis, Gleditsia et Gymnocladus sont des arbres des régions tempérées.
Récemment, on a prévu d'assigner une partie de cette sous-famille à une ou plusieurs nouvelles sous-familles. Si tel devenait le cas, cette sous-famille des Caesalpinioideae deviendrait plus petite.

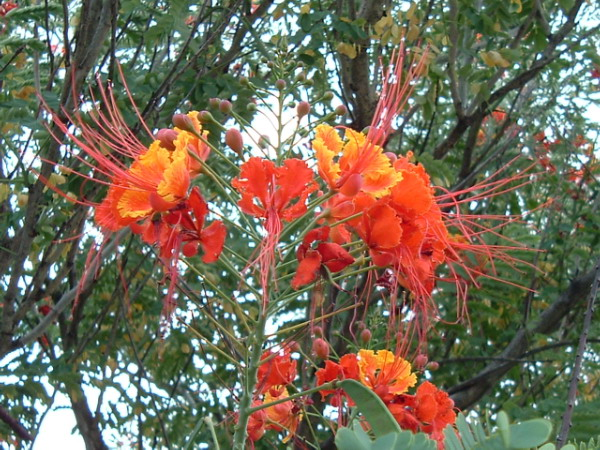
Caesalpinia pulcherrima
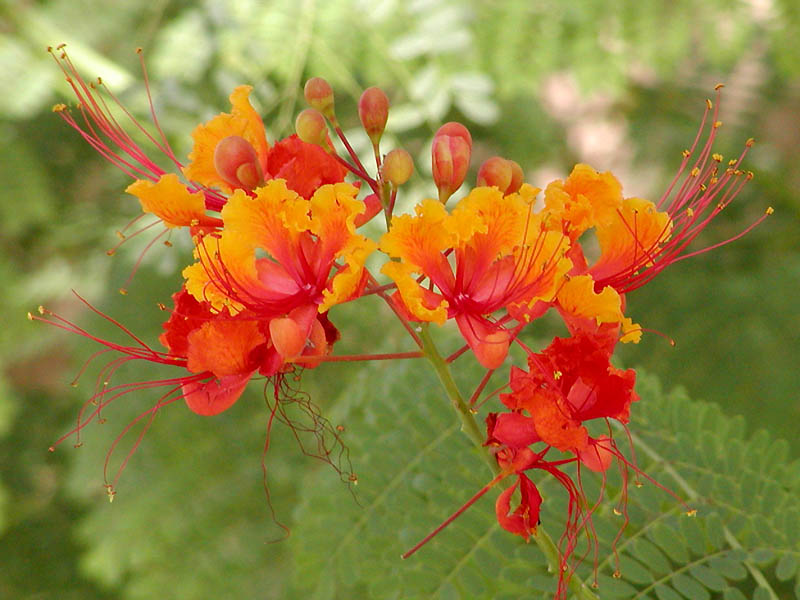
Caesalpinia pulcherrima

## Tribus
Cette sous-famille se décompose en 4 tribus :
Tribu des Caesalpinieae
- Acrocarpus
- Arapatiella
- Arcoa
- Balsamocarpon
- Batesia
- Biancaea
- Burkea
- Bussea
- Caesalpinia
- Campsiandra
- Cenostigma
- Cercidium
- Colvillea
- Conzattia
- Cordeauxia
- Coulteria
- Delonix
- Denisophytum
- Dimorphandra
- Diptychandra
- Erythrophleum
- Erythrostemon
- Gelrebia
- Gleditsia avec le févier épineux
- Guilandina
- Gymnocladus
- Haematoxylum
- Hardwickia
- Hererolandia
- Heteroflorum
- Hoffmannseggia
- Hultholia
- Jacqueshuberia
- Lemuropisum
- Libidibia
- Lophocarpinia
- Melanoxylon
- Mezonevron
- Moldenhawera
- Mora
- Moullava
- Pachyelasma
- Parkinsonia
- Paubrasilia, le pernambouc ou bois-brésil
- Peltophorum
- Poeppigia
- Pomaria
- Pterogyne
- Pterolobium
- Recordoxylon
- Schizolobium
- Sclerolobium
- Stahlia
- Stenodrepanum
- Stuhlmannia
- Tachigali
- Tara
- Tetrapterocarpon
- Vouacapoua
- Zuccagnia

Tribu des Cassieae
- Apuleia
- Cassia
- Ceratonia, avec le Caroubier (Ceratonia siliqua)
- Chamaecrista
- Dialium
- Dicorynia
- Distemonanthus
- Koompassia
- Labichea
- Lysiphyllum
- Martiodendron
- Petalostylis
- Senna
- Storckiella
- Zenia

Tribu des Cercideae
- Baudouinia
- Bauhinia
- Brenierea
- Cercis, avec l'arbre de Judée (Cercis siliquastrum)
- Griffonia
- Tylosema

Tribu des Detarieae
- Afzelia
- Amherstia
- Anthonotha
- Aphanocalyx
- Augouardia
- Baikiaea
- Barnebydendron
- Berlinia
- Bikinia
- Brachystegia
- Brandzeia
- Brownea
- Browneopsis
- Colophospermum
- Copaifera
- Crudia
- Cryptosepalum
- Cynometra
- Daniellia
- Detarium
- Dicymbe
- Didelotia
- Ecuadendron
- Elizabetha
- Endertia
- Englerodendron
- Eperua
- Eurypetalum
- Gilbertiodendron
- Gilletiodendron
- Goniorrhachis
- Gossweilerodendron
- Guibourtia
- Humboldtia
- Hylodendron
- Hymenaea
- Hymenostegia
- Icuria
- Intsia
- Isoberlinia
- Julbernardia
- Kingiodendron
- Leonardendron
- Leonardoxa
- Librevillea
- Loesenera
- Lysidice
- Macrolobium
- Maniltoa
- Michelsonia
- Microberlinia
- Neochevalierodendron
- Normandiodendron
- Oddoniodendron
- Oxystigma
- Paloue
- Paramacrolobium
- Pellegriniodendron
- Peltogyne
- Plagiosiphon
- Polystemonanthus
- Prioria
- Saraca
- Schotia
- Scorodophloeus
- Sindora
- Sindoropsis
- Stemonocoleus
- Talbotiella
- Tamarindus avec le tamarinier
- Tessmannia
- Tetraberlinia
- Umtiza
- Zenkerella